# Saint-Vincent (Puy-de-Dôme)
Saint-Vincent ist eine französische Gemeinde mit 417 Einwohnern (Stand 1. Januar 2022) im Département Puy-de-Dôme in der Region Auvergne-Rhône-Alpes (vor 2016 Auvergne). Sie gehört zum Arrondissement Issoire und zum Kanton Le Sancy (bis 2015 Champeix). Die Einwohner werden Chidracais genannt.

## Lage
Saint-Vincent liegt etwa 25 Kilometer südlich von Clermont-Ferrand am Couze Pavin in der Limagne. Umgeben wird Saint-Vincent von den Nachbargemeinden Champeix im Norden, Les Deux-Rives im Nordosten und Osten, Tourzel-Ronzières im Süden und Südosten, Saint-Floret im Westen sowie Clémensat im Nordwesten.

## Bevölkerungsentwicklung
| Jahr                       | 1962 | 1968 | 1975 | 1982 | 1990 | 1999 | 2006 | 2013 |
| Einwohner                  | 259  | 254  | 202  | 218  | 259  | 289  | 389  | 415  |
| Quellen: Cassini und INSEE |      |      |      |      |      |      |      |      |

## Sehenswürdigkeiten
- romanische Kirche
- Kapelle Notre-Dame-de-la-Paix aus dem 18. Jahrhundert
- Burg aus dem 14. Jahrhundert

## Weblinks

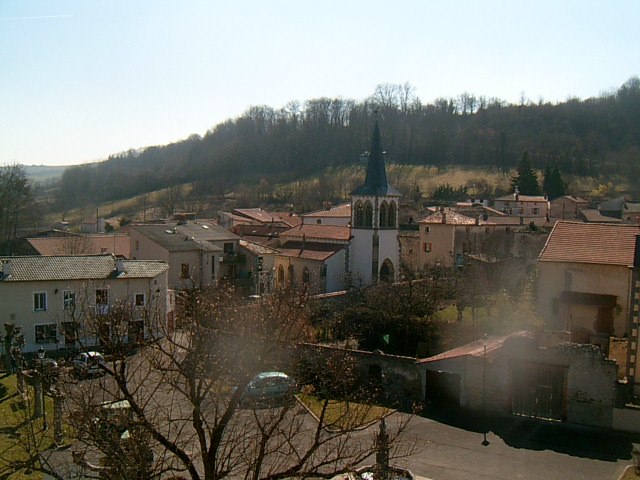
Kirche